# Роб Лі
Роб Лі (англ. Rob Lee, нар. 1 лютого 1966, Лондон) — англійський футболіст, півзахисник.

## Клубна кар'єра
У дорослому футболі дебютував 1983 року виступами за команду клубу «Чарльтон Атлетик», в якій провів дев'ять сезонів, взявши участь у 298 матчах чемпіонату.
Своєю грою за цю команду привернув увагу представників тренерського штабу клубу «Ньюкасл Юнайтед», до складу якого приєднався 1992 року. Відіграв за команду з Ньюкасла наступні десять сезонів своєї ігрової кар'єри. Більшість часу, проведеного у складі «Ньюкасл Юнайтед», був основним гравцем команди.
Згодом з 2002 по 2004 рік грав у складі команд клубів «Дербі Каунті», «Вест Хем Юнайтед» та «Олдем Атлетик».
Завершив професійну ігрову кар'єру у нижчоліговому клубі «Вікомб Вондерерз», за команду якого виступав протягом 2005—2006 років.

## Виступи за збірну
1994 року дебютував в офіційних матчах у складі національної збірної Англії. Протягом кар'єри у національній команді, яка тривала 5 років, провів у формі головної команди країни 21 матч, забивши 2 голи.
У складі збірної був учасником чемпіонату світу 1998 року у Франції.